# Parafia Grobu Bożego w Miechowie
Parafia Grobu Bożego – parafia rzymskokatolicka w Miechowie, jedyna parafia pod wezwaniem Grobu Bożego w Polsce. Należy do dekanatu miechowskiego diecezji kieleckiej.
Została założona w 1163 roku przy klasztorze bożogrobców. Do parafii w 1984 roku należeli wierni z Miechowa oraz z następujących miejscowości: Bukowska Wola, Bukowska Wola Parcele, Biskupice, Falniów, Falniów-Wysiołek, Kalina Las,
Kalina Mała, Kalina-Lisiniec, Kalina-Rędziny, Komorów, Podleśna Wola Dolna, Podleśna Wola Górna, Podmiejska Wola, Poradów, Pstroszyce Drugie, Pstroszyce Drugie-Rozpierzchów, 
Pstroszyce Drugie-Widnica, Siedliska, Strzeżów Drugi, Strzeżów Pierwszy, Strzeżów Zapustka, Szczepanowice, Witowice, Zagorzyce i Zagrody.
Dnia 6 listopada 2018 roku,  po długiej chorobie zmarł dotychczasowy proboszcz parafii ks. Mirosław Kaczmarczyk.